# Glaucolepis salvifoliae
Glaucolepis salvifoliae is een vlinder van de familie van de dwergmineermotten (Nepticulidae). De wetenschappelijke naam is voor het eerst voorgesteld als Trifurcula salvifoliae door de broers Zdeněk Laštůvka en Aleš Laštůvka in een publicatie uit 2007.

## Verspreiding
De soort komt voor in Spanje.

## Biologie
De rups leeft in en van het blad van Salvia lavandulifolia (Lamiaceae) en maakt een gangmijn. De verpopping vindt buiten het blad plaats.